# Flávio Canto
Flávio Vianna de Ulhôa Canto (Oxford, 16 de abril de 1975) é um ex-judoca brasileiro, atualmente dirigindo uma ONG esportiva, o Instituto Reação. Durante sua carreira esportiva participou de duas edições dos Jogos Olímpicos, sendo bronze em Atenas 2004, e foi número 1 do ranking mundial de judô entre 2006 e 2007.

## Vida pessoal
Flavio nasceu na Inglaterra, em Oxford, quando seu pai, Luiz Felipe Alvahydo de Ulhoa Canto, fazia doutorado em física nuclear. Pouco antes de completar dois anos veio para o Brasil. Entre os 9 e 11 anos morou na Califórnia quando seu pai fez o pós-doutorado, criando afinidade por esportes ao praticar surfe.
Flávio é casado com Gabriela Palermo com quem tem seu filho Thomaz.

## Carreira
A trajetória de Flávio Canto começou no judô aos 13 anos, após ver o ouro de Aurélio Miguel em Seul 1988. Depois de cinco anos viajando como titular da seleção brasileira, entre vitórias e derrotas, olimpíadas e Pan- americanos, perdeu na seletiva nacional na Olimpíada de Sydnei, em 2000. Voltou para o Brasil e começou a usar o esporte, seus valores e princípios, para transformar vidas. 

Flávio começou a se destacar na seleção e em 1995 conquistou a medalha de bronze no Pan-americano de Mar del Plata. No ano seguinte conquistou a 7ª colocação nas olimpíadas de Atlanta e em 1999 foi prata no Pan-americano de Winnipeg (Canadá). No ano de 2000, Flávio era o mais cotado para ser o titular na categoria meio-médio, mas perdeu a seletiva e participou das Olimpíadas de Sydney como reserva. Passado o trauma, Canto seguiu acumulando resultados e representou o Brasil no Pan-americano de Santo Domingo (República Dominicana), onde foi campeão, e nas olimpíadas de Atenas, em 2004, na categoria meio-médio. Nesta edição dos jogos olímpicos o brasileiro conquistou a medalha de bronze.
Nos anos seguintes Flávio conseguiu maior notoriedade e foi considerado um dos melhores e mais respeitados atletas brasileiros, sendo eleito pelo COB o melhor atleta de judô em 2004 e 2006. Liderou o ranking mundial de judô entre 2006 e 2007. Nos Jogos Pan-Americanos de 2007, chegou às semifinais, onde machucou o cotovelo e ficou fora do pódio.
Se aposentou em 5 de fevereiro de 2012, em entrevista à TV. Nos Jogos Olímpicos de Verão de 2012, foi comentarista para o canal SporTV,. Curiosamente, constava como reserva da delegação brasileira, pois ainda era o 22º do ranking mundial e poderia substituir Leandro Guilheiro, títular da categoria, caso acontecesse algum imprevisto com o lutador.
Atualmente, além da missão no Reação, que esse ano (2023) completa 20 anos de fundação com mais de vinte mil vidas transformadas, é conselheiro da Prio e um dos fundadores da Cicclo, uma startup de programas de educação pelo esporte, presente em mais de cinquenta escolas.
Como palestrante já fez mais de 400 palestras em empresas dos mais variados setores. Cultura, propósito, resiliência, time e liderança são seus temas favoritos.
De 2012 a 2015 comandou o programa Corujão do Esporte na Rede Globo. Apresentou o Esporte Espetacular de agosto de 2016 a março de 2017. Foi apresentador do programa de lutas Sensei no SporTV.
Formação: Graduação em Direito, Programa de Liderança Transformadora, Fundação Dom Cabral (2017)
Programa de Gestão avançada, Insead e Fundação Dom Cabral (2018), PDC – Programa de Desenvolvimento de Conselheiros Dom Cabral (2022), ESG na Sala do Conselho, Fundação Dom Cabral (2023).

## Instituto Reação
Flávio Canto é fundador do Instituto Reação, ONG criada em 2003, junto com seu técnico Geraldo Bernardes e amigos, que atende cerca de 4.500 crianças em todo Brasil em um total de 12 polos pelo país, jovens e adultos que praticam Judô e educação diariamente. No Rio de Janeiro são 7 polos, Cuiabá - Mato Grosso , Bela Vista - Rio Grande do Norte, Belo Horizonte - Minas Gerais e Itaberaba - São Paulo. O Instituto Reação tem como missão lutar contra a falta de oportunidade na largada e formar faixas pretas dentro e fora do tatame.
Fundado há 20 anos pelo judoca e medalhista olímpico Flávio Canto, seu ex-treinador Geraldo Bernardes e amigos, o Instituto Reação é uma Organização da Sociedade Civil que promove desenvolvimento humano e integração social por meio do esporte e da educação. A proposta é ter o esporte como ferramenta educacional e de transformação social, formando faixas-pretas dentro e fora do tatame. 
O Instituto oferece o seu “Caminho Potente”, baseado em dois programas estruturantes: “Reação Futuro” e “Reação Olímpico”, e ainda três programas transversais: “Bolsas de Estudo”, “Conecta” e “Reação com Elas”. Seu objetivo é acompanhar crianças a partir dos quatro anos até o seu primeiro emprego e nossos atributos fundamentais ensinam a cair e a levantar como aprendizados constantes, utilizando três preceitos: construir, conquistar e compartilhar. O Reação conta com 12 polos espalhados em cinco estados brasileiros: Rio de Janeiro, São Paulo, Cuiabá, Rio Grande do Norte e Minas Gerais, beneficiando cerca de 4.500 crianças, adolescentes e jovens. 
Tem o papel de destaque em competições, inclusive tendo revelado a campeã olímpica e mundial júnior de judô em 2008 Rafaela Lopes, e a campeã olímpica de 2016 nos Jogos Olímpicos do Rio Rafaela Silva,

## Alguns títulos
- Bronze nas Olimpíadas de Atenas em 2004
- Ouro nos Jogos Pan-Americanos de Santo Domingo em 2003.
- Quinze medalhas em Copas do Mundo.
- Ouro nos Jogos Sul-Americanos em 2002.
- Heptacampeão sul-americano (1995, 1996, 1997, 1998 e 2000,2002, 2004)
- Hexacampeão pan-americano (1997, 1999, 2003, 2004, 2006 e 2010)
- Prata nos Jogos Pan-Americanos de Winnipeg em 1999
- Bronze nos Jogos Pan-Americanos de Mar del Plata em 1995
- Quatro vezes vice-campeão mundial por equipes (98, 2007, 2010 e 2011)